# سمين (عمران)
سمين هي إحدى قرى الجمهورية اليمنية. تتبع جغرافيا لمحافظة عمران وإداريًا لمديرية ريده. يبلغ تعداد سكانها 1555 نسمة حسب الإحصاء الذي أجري عام 2004.